# Everybody's Got to Learn Sometime
«Everybody's Got to Learn Sometime» (en español: «Todos tienen que aprender alguna vez») es el título de una balada escrita por James Warren e interpretada por la banda de pop inglesa The Korgis, de la que Warren era el cantante principal. Fue publicado en marzo de 1980 para el segundo álbum de estudio de la banda Dumb Waiters (1980), y alcanzó el número 5 en la lista británica UK Singles Chart y el número 18 en lista estadounidense Billboard Hot 100. La canción alcanzó además el número 1 en Francia y España, el número 3 en Países Bajos y Alemania, y el número 18 en Australia. Esto representó el cenit de The Korgis en las listas de éxitos.

## Grabación y lanzamiento
La versión original de 1980 se reeditó en los siguientes álbumes y CD recopilatorios:
- The best of The Korgis (1983)
- Archive series (1997)
- The Korgis: Greatest hits (2001)
- Don't look back - The very best of The Korgis (2 CD) (2003)

En 1990, Warren y Davis reformaron The Korgis para regrabar «Everybody's got to learn sometime» e incluirla en el sencillo cartitativo «One life» en apoyo de la International Hostage Release Foundation.[cita requerida] Esta versión de la canción se republicó en el CD y DVD recopilatorio Kollection (2005).
En 1999 se grabó una versión alternativa para la reedición del álbum de 1980 Dumb Waiters. Esta versión se volvió a publicar en los álbumes recopilatorios Klassics - The Best Of The Korgis (2001) y Don't Look Back - The Very Best Of The Korgis (2 CD) (2003).
The Korgis grabó una versión acústica y en vivo en el verano de 2005, que pretendían publicar en Kollection, pero finalmente se publicó en 2006 en el CD Unplugged (The Korgis) de la banda.

## Everybody's Got to Learn Sometime - Erasure
"Everybody's Got to Learn Sometime" es un disco sencillo promocional publicado del grupo inglés de música electrónica Erasure, lanzado en 2003.

## Descripción
"Everybody's Got to Learn Sometime" fue editado para promocionar el álbum Other People's Songs.

## Lista de temas
| Everybody's Got to Learn Sometime |                                     |              |          |  |
| N.º                               | Título                              | Escritor(es) | Duración |  |
| 1.                                | «Everybody's Got to Learn Sometime» | James Warren | 3:20     |  |

## Versiones de otros artistas
«Everybody's got to learn sometime» ha sido versionada muchas veces a lo largo de los años, incluyendo varias versiones que alcanzaron la lista británica de éxitos, y destacando las versiones de The Dream Academy (1987), Yazz (1991), Baby D (1995), Army of Lovers (2001) y el dueto alemán de música techno Marc et Claude (2000). Otras versiones fueron:
- 1993: NRG versionó la canción en su éxito «The Real Hardcore».

- 1997: La banda a cappella The King's Singers grabó la canción con James Warren como vocalista principal.

- 2001: La banda musical alemana Gregorian grabó una versión para su álbum Masters Of Chant Chapter II.

- 2004 (septiembre): Zucchero y Vanessa Carlton entraron en la lista de éxitos de Francia con su versión de la canción.

- 2004: Beck realizó su propia versión para la película Eternal Sunshine of the Spotless Mind. Esta versión también se usó al final del episodio 12 de la serie de televisión Dollhouse.

- 2005 (mayo): Zucchero y Lara Fabian interpretaron y grabaron una versión en vivo con una orquesta completa para el Show Sinfónico, en la televisión francesa.

- 2005 (diciembre): Cantamus Girls Choir entró en la lista de éxitos de sencillos del Reino Unido con otra versión de esta canción.

- 2006: Laurent Voulzy versionó la canción en su álbum de versiones La Septième Vague.

- 2007: Se grabó otra versión de «Everybody's got to learn sometime» por la banda de los Países Bajos Krezip, y el cantante del mismo país Daniël Lohues grabó otra versión más, traducida al idioma holandés y titulada «Iederiene moet 't ooit leern».

- 2008: El productor holandés de electro house Laidback Luke publicó un bootleg remix de la canción.

- 2008: La banda Glasvegas versionó la canción en la cara B de su sencillo «Geraldine».

- 2008: El cantante pop australiano Robyn Loau grabó una versión de la canción con el productor Robert Conley (Darren Hayes, Bryan McFadden) que se exhibió dentro de la campaña publicitaria de radio, televisión y cine de la versión australiana de 2008 de la serie The Biggest Loser. La canción también aparece en el álbum de 2010/2011 de Loau Only Human.

- 2008: La banda dream-pop, Beach House, interpretó «https://www.youtube.com/watch?v=lw8g1zrMaBA (enlace roto disponible en Internet Archive; véase el historial, la primera versión y la última).» en el festival Pitchfork, en Chicago, Estados Unidos.

- 2009: Apareció una versión en el álbum Yesterday and Today del músico de electro act The Field.

- 2009: Real Life versionó «Everybody's got to learn sometime» en su álbum Send Me an Angel: '80s Synth Essentials.

- 2010: La cantautora Sharon Corr versionó la canción para su álbum de debut en solitario Dream of You.

- 2011: El productor Dominicano "Freaky Phillip" publicó un Bootleg de Moombahton.
- 2011: La exintegrante del grupo inglés Girls Aloud Nicola Roberts la grabó para su disco Cinderella's Eyes.

- 2016: La banda dream-pop Beach House, interpretó la canción «Everybody's got to learn sometime» en el Festival Pitchfork, que se realizó en el Union Park de Chicago, IL - Estados Unidos, entre el 15 y 17 de julio del 2016.